# جون كارول (صحفي أمريكي)
جون كارول (بالإنجليزية: John Carroll)‏ هو محرر وصحفي أمريكي، ولد في 23 يناير 1942، وتوفي في 14 يونيو 2015 بسبب مرض كروتزفيلد جاكوب.